# Ulysses (Kansas)
Ulysses és una població dels Estats Units a l'estat de Kansas. Segons el cens del 2000 tenia 5.960 habitants.

## Demografia
Segons el cens del 2000, Ulysses tenia 5.960 habitants, 2.086 habitatges, i 1.577 famílies. La densitat de població era de 796,3 habitants/km².
Dels 2.086 habitatges en un 43% hi vivien nens de menys de 18 anys, en un 64% hi vivien parelles casades, en un 8,5% dones solteres, i en un 24,4% no eren unitats familiars. En el 22% dels habitatges hi vivien persones soles el 9,1% de les quals corresponia a persones de 65 anys o més que vivien soles. El nombre mitjà de persones vivint en cada habitatge era de 2,82 i el nombre mitjà de persones que vivien en cada família era de 3,33.
Per edats la població es repartia de la següent manera: un 32,7% tenia menys de 18 anys, un 8,4% entre 18 i 24, un 28,2% entre 25 i 44, un 19,8% de 45 a 60 i un 10,9% 65 anys o més.
L'edat mediana era de 32 anys. Per cada 100 dones de 18 o més anys hi havia 94 homes.
La renda mediana per habitatge era de 42.675 $ i la renda mediana per família de 47.734 $. Els homes tenien una renda mediana de 36.688 $ mentre que les dones 22.017 $. La renda per capita de la població era de 17.079 $. Entorn del 6,7% de les famílies i el 10,2% de la població estaven per davall del llindar de pobresa.

## Poblacions més properes
El següent diagrama mostra les poblacions més properes.